# 梅德韋迪夫卡 (赫梅利尼茨基州)
49°26′19″N 26°32′11″E / 49.43861°N 26.53639°E
梅德韋迪夫卡（烏克蘭語：Медведівка）是位於烏克蘭西部的村莊，由赫梅利尼茨基州裡赫梅利尼茨基區的維季夫齊市鎮負責管轄。該村面積1.44平方公里，海拔高度314米，2001年人口204。